# Michael McDermott (Schwimmer)
Michael J. McDermott (* 18. Januar 1893 in Chicago; † 19. Oktober 1970 ebenda) war ein US-amerikanischer Schwimmer und Wasserballspieler.

## Werdegang
McDermott war zwischen 1910 und 1918 neun Mal in Folge US-amerikanischer Hallenmeister im Brustschwimmen. Insgesamt gewann er im Laufe seiner Karriere 32 nationale Meistertitel im Schwimmen und Wasserball. Er war zudem zweifacher Olympiateilnehmer. Bei den Olympischen Spielen 1912 in Stockholm trat er über 200 Meter Brust und 400 Meter Brust an, wurde aber in beiden Wettbewerben in den Vorläufen disqualifiziert. Acht Jahre später bei den Sommerspielen in Antwerpen zog er über diese beiden Strecken in das Halbfinale ein. Bei diesen Spielen war er auch Mitglied der US-amerikanischen Wasserballnationalmannschaft, die den vierten Platz erreichte. McDermott kam bei zwei Spielen zum Einsatz.
Nach Ende seiner Sportlaufbahn war er als Generalunternehmer im Raum Chicago auch wirtschaftlich erfolgreich. 1959 war er Vorsitzender des Organisationskomitees der Panamerikanischen Spiele, die in seiner Heimatstadt Chicago ausgetragen wurden.
1969 wurde er in die International Swimming Hall of Fame aufgenommen.